# Rollback
ROLLBACK (от roll back — англ. откатывать, возвращаться) — оператор языка SQL, который применяется для того, чтобы:
- отменить все изменения, внесённые начиная с момента начала транзакции или с какой-то точки сохранения (SAVEPOINT);
- очистить все точки сохранения данной транзакции;
- завершить транзакцию;
- освободить все блокировки данной транзакции.

Для успешного завершения всех изменений транзакции применяется оператор COMMIT.

## Пример
Для добавления записи к таблице MyTable и последующей отмены этого действия нужно ввести следующие команды:
```
BEGIN
 
TRANSACTION
 
WORK
;

INSERT
 
INTO
 
MyTable
 
VALUES
 
(
'50'
,
 
'some string'
);

ROLLBACK
 
WORK
;

```